# 千代田インターチェンジ
千代田インターチェンジ（ちよだインターチェンジ）は、広島県山県郡北広島町にある中国自動車道のインターチェンジ。
西日本高速道路中国支社千代田高速道路事務所、広島県警察高速道路交通警察隊千代田分駐隊、道の駅舞ロードIC千代田(千代田インターバスセンター)が併設されている。

## 道路
- E2A 中国自動車道（24番）

## 歴史
- 1979年（昭和54年）10月18日 : 三次IC - 当IC間の開通により供用開始。
- 1983年（昭和58年）3月24日 : 当IC - 鹿野IC間の開通。
- 2015年（平成27年）7月31日 : 高速バス「グランドアロー号」が当バスストップを通過となる[1]。
- 2018年（平成30年）3月23日 : 国土交通省の社会実験事業として、高速道路一時退出実験の試行開始[2]（ETC2.0搭載車に限定して、当ICで流出し、隣接する道の駅舞ロードIC千代田に立ち寄り後、1時間以内に当ICから再流入して順方向に利用の場合（浜田自動車道を利用する場合のみ当ICから千代田JCTへの戻り走行（浜田道（浜田方面） - 千代田JCT - 当IC - 道の駅舞ロードIC千代田 - 当IC - 千代田JCT - 中国道（広島方面））も可能）、目的地まで高速道路を降りずに利用した場合と同じ料金に調整される。）。
- 2020年（令和2年）3月27日 : 高速道路一時退出実験の退出可能時間がそれまでの1時間以内から3時間以内に引き上げられる[3]。
- 2022年（令和4年）7月1日 : 高速道路一時退出実験の退出可能時間がそれまでの3時間以内から2時間以内に変更[4]。

## 接続する道路
直接接続
- 島根県道・広島県道5号浜田八重可部線

間接接続
- 国道261号

## 料金所
- ブース数：5

### 入口
- ブース数：2
  - ETC/一般：1
  - ETC/一般：1

### 出口
- ブース数：3
  - ETC専用：1
  - 一般：2

## 千代田バスストップ

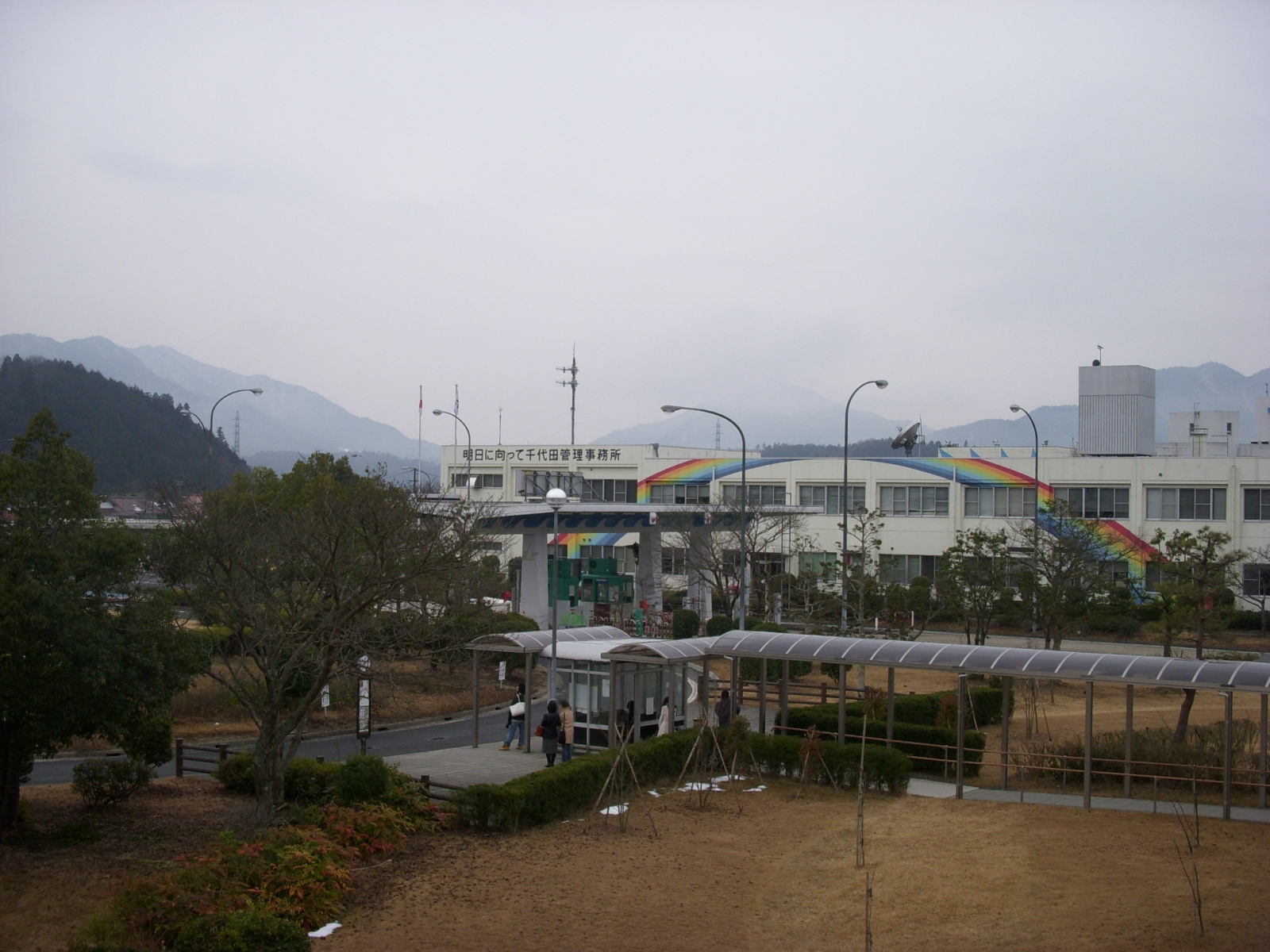
千代田バスストップ・千代田高速道路事務所

千代田バスストップ（ちよだバスストップ）は、広島県山県郡北広島町の中国自動車道千代田インターチェンジの出入口の間に挟まれた場所（料金所の内側）にあるバス停留所。バス事業者では千代田インター（ちよだインター）の名称を用いている。
料金所出口手前からバス停専用のランプが右に分岐して、右から料金所入口奥へ合流する構造となっており、バス・利用者とも料金所を通過することなく乗降できる構造となっている。

### 停車する路線
| 方面   | 愛称                     | 運行会社              | 行先（備考）                                    |
| ------ | ------------------------ | --------------------- | ----------------------------------------------- |
| 上り線 | 広島ドリーム名古屋号     | JRバス中国 JR東海バス | 名古屋駅 （夜行便）                             |
| 上り線 | 浜田道エクスプレス大阪号 | JRバス中国            | 大阪駅                                          |
| 上り線 | 三次・庄原・東城線       | 広島電鉄 備北交通     | 三次駅 庄原駅 東城駅                            |
| 下り線 | 三次・庄原・東城線       | 広島電鉄 備北交通     | 中筋駅 新白島駅 広島バスセンター 広島駅新幹線口 |
| 下り線 | 三次・庄原・東城線       | 広島電鉄 備北交通     | 大塚駅 広島バスセンター 広島駅新幹線口          |

### バス停へのアクセス
- 隣接する道の駅舞ロードIC千代田に千代田インターバスセンター バス停が併設されており、千代田バスストップから歩道橋を介して連絡している[5]。北広島町内各方面へのバス等が発着している[6]。

## 周辺
- 道の駅舞ロードIC千代田

## 隣
E2A 中国自動車道
(23)高田IC - 美土里BS - 本郷PA - (24)千代田IC/BS - (25)千代田JCT - 安佐SA - (26)広島北JCT - (26-1)加計BS/SIC - (27)戸河内IC